# Historiarum adversus paganos libri septem
Historiarum adversus paganos libri septem (Set llibres d'història contra els pagans) o Historiae adversus paganos (traduït com a Història contra els pagans) és una obra historiogràfica de Pau Orosi, escrita en els anys 417 i 418, i constitueix la primera gran història universal cristiana. Segons alguns investigadors, «si les Històries d'Orosi tenen un interés actual és perquè ens transmeten una concepció ideològica i històrica particular, una concepció del món pròpia de l'Antiguitat Tardana». La importància d'aquesta obra, la van assenyalar al 1991 Carmen Orcástegui i Esteban Sarasa en subratllar que «Sant Agustí, a través d'Orosi, i Orosi, per sant Agustí, són els fundadors de l'edat mitjana i, per tant, de la historiografia medieval».

## Context històric
Per a ajudar a situar i comprendre millor el sentit d'aquestes històries cal saber-ne les circumstàncies històriques, el rerefons que va servir de motivació per a la seua redacció: «el saqueig de Roma de l'any 410, el drama de la capital de l'imperi en mans d'un rei bàrbar, les disputes sobre la responsabilitat d'aquest saqueig, les conseqüències psicològiques que generà, la sensació d'impotència, la crisi de la idea d'eternitat de l'imperi i de la mateixa romanitas». Un aforisme que, encara ara es manté: «Roma, la ciutat eterna» tingué llavors major impacte i repercussió, i provocà un ampli debat que suscità la cerca de causes i raons que havien portat a tal situació. Molts romans rics cercaren refugi al nord d'Àfrica, on Agustí d'Hipona els escoltava i contra els testimoniatges i les afirmacions del qual, «com a resposta va emprendre una croada antipagana» que l'empenyé el 412 a escriure la seua obra més coneguda, la ciutat de Déu. Després d'ell, el seu deixeble i col·laborador, Pau Orosi, tractà de donar cobertura amb les Històries a les tesis exposades pel bisbe d'Hipona.

## Orígens i finalitat

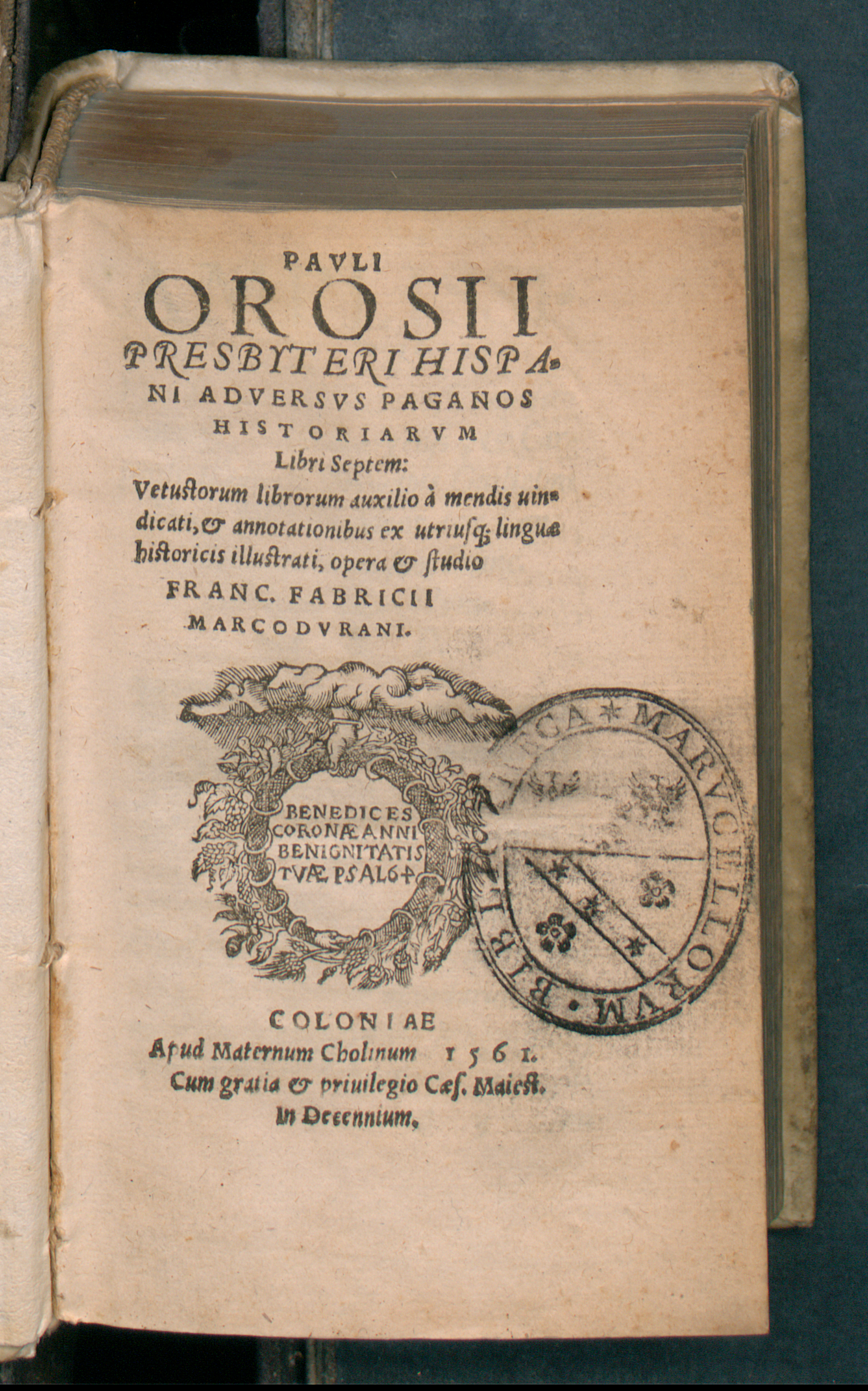
Historiae adversus paganos, 1561

Pau Orosi va escriure el tractat per mandat d'Agustí d'Hipona i li deixa l'obra a la seua disposició:
| «                           | «Praeceptis tuis parui, beatissime pater Augustine; atque utinam tam efficaciter quam libenter. Quamquam ego in utramvis partem parum de explicito movear, rectene an secus egerim. Tu enim iam isto iudicio laborasti, utrumne hoc, quod praeciperes, pos-sem: ego autem solius oboedientiae, si tamen eam voluntate conatuque decoravi, testimonio contentus sum». | «He obeït els teus mandats, benaventurat pare Agustí, i tan de bo ho haja fet amb tanta eficàcia com bona voluntat. Sobre el resultat, poc em preocupa saber si ho he fet bé o malament. En efecte, tu ja te n'hauràs format judici sobre si jo era capaç o no de fer el que em manaves: per la meua banda, m'acontente amb el testimoni de la meua obediència, si bé adornada de bona voluntat i esforç». | » |
| — Orosi, Hist. I, pròl. 1-2 | | |   |

Es tracta de la primera història universal cristiana (Patrologia Llatina, XXXI, 663-1174 o Opera de Orosii, ed. Zangemeister, en "Corpus script. eccl. lat.", V, Viena, 1882), en set llibres concebuts com a complement de La ciutat de Déu (De civitate Dei) d'Agustí d'Hipona. En particular, és l'ampliació del tercer llibre, en què Agustí mostra com l'Imperi romà no estava protegit pels déus pagans, sinó que havia sofert calamitats tant abans com després de fer-ne del cristianisme la religió oficial. El llibre tempta de refutar la tesi pagana segons la qual l'abandó dels déus romans havia estat la causa de les calamitats i desastres que havien conduït al saqueig de Roma i a la caiguda de l'Imperi romà d'Occident.
Agustí d'Hipona va voler que aquesta argumentació recolzàs en una obra històrica pròpia que analitzava la història dels imperis i pobles de l'Antiguitat, amb la idea que Déu i la Provisió determinen el destí de les nacions. Segons la seua teoria, sobretot dos imperis havien governat el món: Babilònia, a Orient, i Roma, a Occident. Roma havia rebut l'herència de Babilònia mitjançant els imperis macedoni i cartaginés posterior. Per tant, argumenta que hi va haver quatre grans imperis en la història, una idea àmpliament acceptada i secundada durant l'edat mitjana.

## Estructura del contingut
És la principal obra d'Orosi. Pretén ser una història universal, «tot i que a partir d'un cert moment es converteix en una història exclusivament romana». Descriu la història humana des de la creació del món fins a l'any 417. Vist d'una altra manera, dels set llibres, els sis primers abasten fets anteriors a Crist mentre que el seté se n'ocupa dels fets posteriors.
1. El primer llibre descriu breument el món i traça la seua història des del Diluvi universal fins a la fundació de Roma.
2. El segon narra la història de Roma fins al saqueig de la ciutat pels gals, de Pèrsia fins a Cir II el Gran i de Grècia fins a la batalla de Cunaxa.
3. El tercer llibre tracta sobretot de l'Imperi macedoni amb Alexandre el Gran i els seus successors i de la història romana contemporània.
4. El quart llibre duu la història de Roma fins a la destrucció de Cartago.
5. Els tres darrers llibres tracten de la història romana, des de la destrucció de Cartago fins a la caiguda de Roma i l'època de l'autor.

L'obra conté un pròleg redactat després de la seua finalització i interpolat cap a la fi de l'any 417. Per l'anàlisi del contingut, es percep una variació de «la seua antiga concepció sobre la història del seu temps i presenta indicis sobre l'estat de la seua relació personal amb el bisbe d'Hipona i de la valoració d'aquest sobre el seu treball històric».

## Rellevància posterior
Les Historiae eren un dels textos d'història antiga més acreditats de l'edat mitjana, àmpliament aprofitat com a compendi per Pròsper d'Aquitània, Jordanes, Gregori de Tours, Beda, i Pau el Diaca. Quan Cassiodor (cap al 560) les inclou «entre els llibres d'historiadors cristians el coneixement dels quals considerava indispensable» els atorga un decisiu impuls per a la seua auctoritas i difusió, fins al punt que «cap biblioteca monàstica, escolar o universitària no podia permetre's el luxe de quedar-se'n sense una còpia».
Tingué també influència sobre Dante, en la Divina Comèdia, i en la cultura àrab, i fou l'únic llibre d'història escrit en llatí conegut en el món islàmic durant més d'un mil·lenni.
L'obra, de fet, s'ha transmés en més 200 manuscrits. En un article del 1961 de J. M. Bately i J. A. Ross es publicava un inventari codicològic amb 245 manuscrits en què no s'inclouen unes 35 edicions impreses realitzades entre el 1471 i el 1737, data en la qual Sigebert Haverkamp en publica a Leyden la seua durant molt de temps considerada la millor.
N'ha sobreviscut una traducció anglosaxona del segle ix una mica abreujada d'Alfred el Gran, també coneguda com l'Orosi anglosaxó. La traducció anglosaxona de la Historiae adversus paganos, coneguda també com l'Orosi anglosaxona (ed. H. Sweet, Londres, 1843), sembla que és obra del rei Alfred (fi del segle ix) i Guillem de Malmesbury fou el primer a atribuir la traducció al rei Alfred el Gran, tot i que hi ha elements dins del text que suggereixen que se'n feu una traducció per un mercià. La característica principal del text anglosaxó és que s'ha traduït lliurement: poques parts es tradueixen fidelment, mentre que molts passatges del text s'han ampliat o omés. Els passatges més interessants que indiquen els primers intents de prosa anglosaxona pura són les històries dels dos viatgers, Wulfstan i Ohthere.
N'Hi ha quatre manuscrits que transmeten la traducció anglosaxona de la Historiae adversus paganos d'Orosi:
1. el conegut com Lauderdale o Tollemache (ms. British Library, Additional 47967);
2. el conegut com Cotton Tiberius (ms. British Library, Bi);
3. el conegut com el Fragment de Bodleian (ms. Oxford, Biblioteca Bodleian, Ing. hist. E. 49, 30481);
4. el conegut com el Fragment del Vaticà (ms. Ciutat del Vaticà, Biblioteca Apostòlica Vaticana, Reg. Lat. 497, f. 71).

Bono Giamboni (c. 1240-1290) feu una traducció a l'italià per encàrrec de Messer Lamberto degli Abadi di Firenze (ed. Francesco Tassi, Florència, 1849); d'aquesta traducció deriva, al seu torn, una traducció a l'aragonés impulsada per Johan Ferrández d'Heredia i realitzada per Domingo de García Martín entre els 1372-1377. El manuscrit originari en aragonés està actualment en parador desconegut, tot i que se'n conserva una còpia en paper del segle xv que va pertànyer a la biblioteca del Marqués de Santillana i ara es guarda a la Biblioteca Nacional (Ms. 10200).
A més a més, l'obra fou l'únic llibre d'història escrit en llatí conegut en el món islàmic durant més d'un mil·lenni. Portat a Còrdova com a regal oficial al califa omeia Al-Hàkam II, fou traduït a l'Al-Àndalus gràcies a l'ajut d'un autor cristià i un altre de musulmà (Muhammad Quasim ben Asbag, Al-Bayyani). Fou el llibre del qual extragué gairebé tota la informació útil per a traçar una història del món llatí europeu, el gran historiador i filòsof de la història Ibn Khaldun per a redactar la Muqaddima ('Introducció') a la seua Kitab al-'ibar (El llibre dels exemples).
Seguint el propòsit apologètic, s'hi descriuen totes les calamitats sofertes per diverses poblacions. Tot i que superficial i fragmentària, l'obra és valuosa perquè conté informació coetània sobre el període posterior al 378.